# Науру на летних Олимпийских играх 2004
Республика Науру на летних Олимпийских играх 2004 года была представлена 3 спортсменами в тяжёлой атлетике. На церемонии открытия Игр право нести национальный флаг было доверено чемпиону Океании среди юниоров Юкио Питеру. По итогам соревнований сборная Науру, принимавшая участие в своих третьих летних Олимпийских играх, вновь осталась без медалей.

## Состав сборной
Тяжёлая атлетика
1. Итте Детенамо
2. Юкио Питер
3. Реанна Соломон

## Результаты соревнований

### Тяжёлая атлетика
В рамках соревнований проводятся два упражнения — рывок и толчок. В каждом из упражнений спортсмену даётся 3 попытки. Победитель определяется по сумме двух упражнений. При равенстве результатов победа присуждается спортсмену, с меньшим собственным весом.
В категории до 69 кг Юкио Питер занял 8-е место, которое и в настоящее время (2018 г.) остаётся наивысшим в истории выступлений спортсменов из Науру на Олимпийских играх
Мужчины
| Категория    | Спортсмены    | Вес    | Рывок | Рывок | Рывок | Толчок | Толчок | Толчок | Всего | Место |
| Категория    | Спортсмены    | Вес    | 1     | 2     | 3     | 1      | 2      | 3      | Всего | Место |
| ------------ | ------------- | ------ | ----- | ----- | ----- | ------ | ------ | ------ | ----- | ----- |
| до 69 кг     | Юкио Питер    | 68,71  | 130   | 135   | 137,5 | 167,5  | 175    | —      | 302,5 | 8     |
| свыше 105 кг | Итте Детенамо | 137,65 | 147,5 | 152,5 | 155   | 192,5  | 197,5  | —      | 347,5 | 14    |

Женщины
| Категория   | Спортсмены     | Вес    | Рывок | Рывок | Рывок | Толчок | Толчок | Толчок | Всего | Место |
| Категория   | Спортсмены     | Вес    | 1     | 2     | 3     | 1      | 2      | 3      | Всего | Место |
| ----------- | -------------- | ------ | ----- | ----- | ----- | ------ | ------ | ------ | ----- | ----- |
| свыше 75 кг | Реанна Соломон | 136,85 | 90    | 95    | 95    | 122,5  | 122,5  | 125    | 220   | 11    |